# 石田勝彦
石田 勝彦（いしだ かつひこ、1920年10月3日 - 2004年7月9日）は、北海道出身の俳人。本名は和郎（かずろう）。1938年、旧制日本大学中学校（現、日本大学第一中学校・高等学校）卒業、國學院大學中退。戦後、結核のため清瀬の国立東京病院に入所。1952年、東京療養所俳句サークル誌「松濤」の加藤楸邨の選を受け、翌年、「寒雷」に入会。また石田波郷に師事し、1954年、俳誌「鶴」に入会。「鶴」支部句会で小林康治からも学んだ。波郷没後、1974年、小林康治の「泉」創刊に参加、編集を担当、1980年より「泉」を辞した小林に代わり選を務める。1988年、俳人協会評議員。1990年、健康上の理由で「泉」主宰を綾部仁喜に譲る。2000年、句集『秋興』により第39回俳人協会賞受賞。2004年7月9日午後8時、慢性腎不全のため、東京都八王子市の病院にて死去。
妻の石田いづみ、長女の石田郷子も俳人。

## 著書・編書

### 著書
- 句集『雙杵』 草韻新社[1]、1984年
- 句集『百千』 角川書店〈現代俳句叢書〉、1989年
- 句集『秋興』 ふらんす堂、1999年
- 選集『鴎』 ふらんす堂〈ふらんす堂文庫〉、1999年
- 句集『秋興以後』 ふらんす堂、2005年[2]

### 編書
- 石田波郷句集『初蝶』 ふらんす堂〈ふらんす堂文庫〉、2001年（編集・解題）